# 1997 GN8
1997 GN8 är en asteroid i huvudbältet som upptäcktes den 2 april 1997 av LINEAR i Socorro County, New Mexico.
Asteroiden har en diameter på ungefär 9 kilometer och den tillhör asteroidgruppen Hygiea.